# Paura nella notte
Paura nella notte (Fear in the Night) è un film del 1972 diretto da Jimmy Sangster. Il soggetto è tratto dal racconto Nightmare dello scrittore statunitense Cornell Woolrich.

## Trama
La giovane Peggy Heller è una ragazza psicologicamente fragile che, trasferitasi in una località rurale per seguire il marito che ha trovato lavoro presso una scuola, si ritrova tormentata da una misteriosa figura con un braccio artificiale che l'aggredisce per poi sparire nel nulla. Il marito comincia a credere che Peggy sia vittima di allucinazioni, ma le cose si fanno più preoccupanti con il passare dei giorni...

## Accoglienza

### Critica
Secondo Brian McFarlane, come molti film horror e thriller dell'epoca, Paura nella notte ricorre all'isteria femminile come espediente narrativo principale, e venne distribuito in Gran Bretagna insieme a 4 farfalle per un assassino (Straight on Till Morning), altro film prodotto dalla Hammer che figura tematiche simili.